# Guðmundur Kamban
Guðmundur Jónsson Kamban, född 8 juni 1888, död 5 maj 1945 i Köpenhamn, var en isländsk dramatiker och författare, som huvudsakligen skrev på danska.

## Biografi
Kamban föddes nära Reykjavik, som son till en köpman. Han studerade litteratur och språk vid Menntaskólinn í Reykjavík. Under sin studietid arbetade han som assisterande redaktör för en tidning på Island vars redaktör var Björn Jónsson.
1908 tog han familjenamnet Kamban och förespråkade ett byte av den isländska namnkonventionen.
1910 fortsatte han sina studier vid Köpenhamns universitet, där han specialiserade sig på litteratur.
1914 publicerade han sin första pjäs, Hadda Padda, som uppfördes på Det Kongelige Teater med Kamban som assisterande regissör. Senare gifte han sig med en aktris i pjäsen, Agnete Egeberg.
1915 flyttade Kamban till New York, med intentionen att etablera sig som en engelskspråkig författare. Det blev ingen framgång och han återvände till Köpenhamn 1917. 1920 fick han framgång vid Dagmarteatret med Vi mordere och anställdes som regissör vid teatern.
Han har även skrivit historiska romaner, till exempel Skálholt (fyra volymer, 1930-1932), som utspelar sig på det sydisländska biskopssätet på 1600-talet. 
Kamban regisserade pjäser, skrev romaner och producerade film i Köpenhamn fram till 1934 då han flyttade till London. Då han inte nådde framgång där flyttade han till Berlin 1935 där han bodde till 1938 då han återvände till Köpenhamn. Under Tysklands ockupation av Danmark kom Kamban att ses som en kollaboratör. Den 5 maj 1945, då de tyska styrkorna gav upp, mördades Kamban i sitt hem av danska partisaner.

## Böcker på svenska
- Ragnar Finnsson (översättning från danskan Thorsten W. Törngren, Norstedt, 1923)
- Skalholt (översättning Robert Larsson, Bonnier, 1932)